# KnockOut Promotions

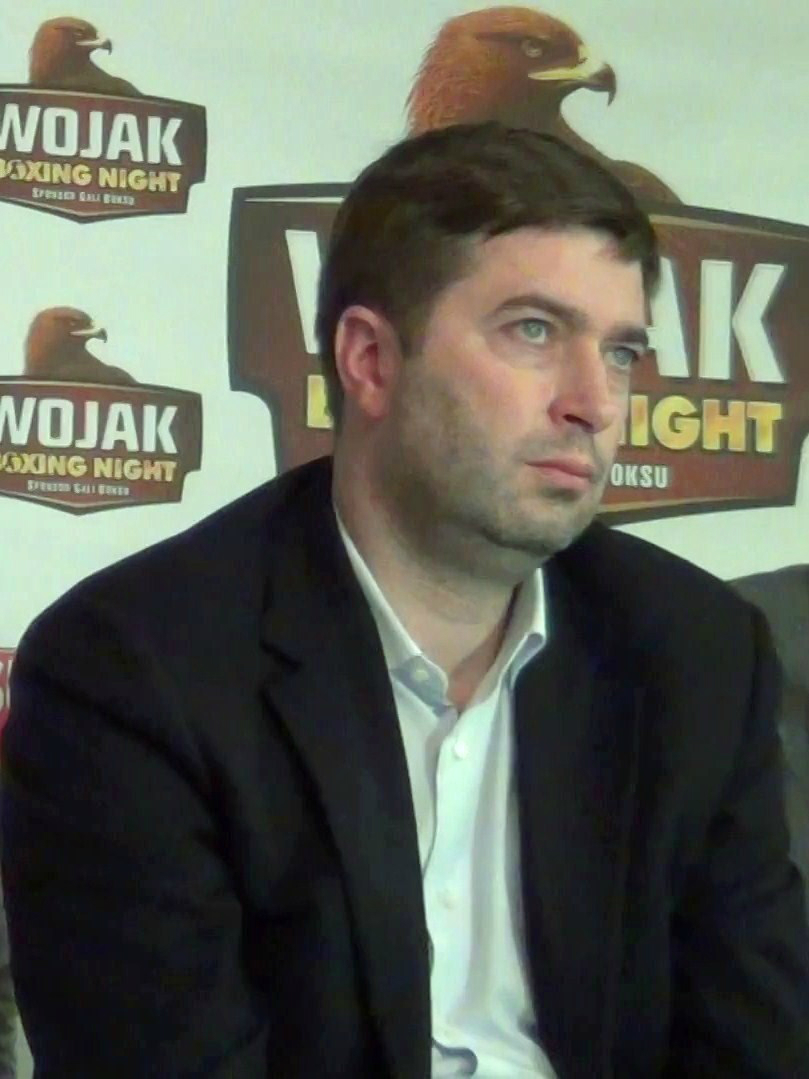
Andrzej Wasilewski

KnockOut Promotions – grupa bokserska w Polsce i w Europie Środkowo-Wschodniej powstała pod koniec 1999, której promotorami są Andrzej Wasilewski i Jacek Szelągowski. W 2017 powstał projekt gal Knockout Boxing Night, których celem jest organizowanie gal bokserskich i rozwój tej dyscypliny sportu w Polsce.

## Bokserzy

### Obecni
- Krzysztof Włodarczyk
- Łukasz Różański
- Mateusz Masternak
- Kamil Szeremeta
- Fiodor Czerkaszyn[2]
- Michał Cieślak
- Laura Grzyb
- Adam Balski
- Rafał Wołczecki
- Artur Górski
- Jan Czerklewicz
- Kamil Gardzielik
- Kamil Urbański
- Tobiasz Zarzeczny
- Adrianna Jędrzejrzyk
- Łukasz Pławecki
- Ihsovany Garcia
- Miłosz Grabowski
- Marek Matyja
- Przemysław Zyśk[3]
- Kamil Bednarek[4]

### Dawni
- Artur Szpilka[5]
- Krzysztof Głowacki
- Maciej Sulęcki[6]
- Andrzej Wawrzyk
- Łukasz Janik
- Damian Jonak
- Krzysztof Siwy
- Marcin Rekowski[7]
- Paweł Kołodziej[8]
- Krzysztof Kopytek
- Rafał Jackiewicz
- Dawid Kostecki
- Łukasz Maciec
- Maciej Miszkiń
- Ewa Piątkowska (pierwsza kobieta w grupie KnockOut)
- Tomasz Bonin (zakończył karierę[9])
- Jarosław Hutkowski (nie walczył od maja 2009[10])
- Maciej Zegan (odszedł do innej grupy promotorskiej)
- Mairis Briedis (zaliczył tylko jeden występ na gali KnockOut Promotions, w czerwcu 2010 roku)
- Tomasz Hutkowski (24 września 2012 zakończył karierę[11])
- Cezary Samełko (25 września 2012 odszedł z grupy promotorskiej[12])
- Albert Sosnowski (współpracował z Fiodorem Łapinem w latach 2011-2012)
- Krzysztof Bienias (20 kwietnia 2013 roku oficjalnie ogłosił zakończenie kariery bokserskiej, na gali boksu zawodowego w Rzeszowie[13])
- Izuagbe Ugonoh

## Sztab trenerski
- Andrzej Liczik[14]- pierwszy trener
- Jerzy Baraniecki[15] - asystent, cutman

## Sukcesy
- Mistrzostwo Świata federacji WBC w kategorii bridgerweight zdobyte przez Łukasza Różańskiego (2023-2024)
- Mistrzostwo Europy federacji EBU w kategorii junior ciężkiej zdobyte przez Michała Cieślaka (2023-)
- Mistrzostwo Europy federacji EBU w kategorii superkoguciej zdobyte przez Laurę Grzyb (2023-)
- Mistrzostwo Świata federacji IBF w kategorii junior ciężkiej zdobyte przez Krzysztofa Włodarczyka (2006–2007)
- Mistrzostwo Świata federacji WBC w kategorii junior ciężkiej zdobyte przez Krzysztofa Włodarczyka (2010–2014)
- Mistrzostwo Świata federacji WBO w kategorii junior ciężkiej zdobyte przez Krzysztofa Głowackiego (2015-2016)
- Mistrzostwo Europy federacji EBU w kategorii półśredniej zdobyte przez Rafała Jackiewicza (2008–2009)
- Mistrzostwo Europy federacji EBU w kategorii średniej zdobyte przez Kamila Szeremetę (2018-2019)
- Interkontynentalne Mistrzostwo Świata federacji WBO  w kategorii półśredniej zdobyte przez Krzysztofa Bieniasa (2009–2010)
- Młodzieżowe Mistrzostwo Świata federacji WBC w kategorii junior ciężkiej zdobyte przez Tomasza Hutkowskiego (2008–2010)
- Młodzieżowe Mistrzostwo Świata federacji WBC w kategorii ciężkiej zdobyte przez Andrzeja Wawrzyka (2008–)

## Poprzednie nazwy
- Hammer KnockOut Promotions
- Bullit KnockOut Promotions
- 12 rounds KnockOut Promotions (do 2012 r.)
- Sferis KnockOut Promotions[16]